# Açúcar: uma Sociologia do Doce
Açúcar (no original, Assucar) é um livro do escritor e sociólogo brasileiro Gilberto Freyre, publicado em 1939, o qual reuniu diversas receitas tradicionais de iguarias como bolos e doces das famílias tradicionais do Nordeste brasileiro.

## Pioneirismo
Assucar é um livro pioneiro na investigação histórica, sociológica e antropológica da alimentação. O interesse de Freyre pelos doces é anterior a publicação de Assucar. Em sua dissertação de mestrado, defendida na Universidade de Columbia, em 1922, sob o título Social Life in Brazil in the Middle of the 19th Century, ele já apontava para a importância da culinária para se compreender a sociedade brasileira. Freyre também esboça uma análise sociológica do doce em Casa-Grande e Senzala, publicado em 1933, e também mais tarde em seu Manifesto regionalista, publicado em 1952. A história da alimentação, portanto, pode ser entendida como um tema que atravessa as suas obras, com especial destaque para as tradições doceiras do Nordeste. Para ele as principais cozinhas regionais brasileiras seriam a mineira, a baiana e a nordestina. Sua preferência pela culinária do nordeste, ele justifica, dá-se pelo seu maior equilíbrio entre as influências das três matrizes formadoras do Brasil: a portuguesa, a ameríndia e a africana.

## Sociologia da alimentação
Para Gilberto Freyre, o açúcar produzido através do beneficiamento da cana-de-açúcar vinda das grandes lavouras modificou e moldou a cultura nordestina, em especial a pernambucana. Ele marcava a identidade gastronômica de Pernambuco, assim como a sociedade e desenvolvimento do estado e região. O primeiro engenho em Pernambuco data de 1516, construído na Ilha de Itamaracá. Esse primeiro passo, para Freyre, marca a história ao transformar a paisagem nativa em engenhos, casas-grandes e canaviais ao mesmo tempo em que juntou espacialmente portugueses e africanos. O doce, feito do açúcar pelas mulheres negras quituteiras, é também derivado do trabalho dos escravizados. Nele se juntaram, segundo Freyre, além desse elemento fundamental da cultura pernambucana, as frutas aclimatadas – como o coco - e as iguarias nativas como a mandioca. Contudo, para ele, a técnica da doçaria era um saber das portuguesas, que por terem sido educadas por freiras, aprenderam com elas a serem habilidosas doceiras. Daí surgiram “o doce de goiaba, araçá, coco, o mel de engenho com farinha, macaxeira, cará ou fruta-pão. A tapioca servida na mesa patriarcal, assim como o bolo de goma, a pamonha, o beiju, a cocada”.
Os valores culinários regionais, para Freyre, seriam dotados de significado social e cultural na medida em as receitas, seu modo de preparo e os rituais alimentares mostram a mistura cultural ocorrida no Brasil entre portugueses, africanos e ameríndios. A culinária para ele é, portanto, uma síntese cultural do Brasil. Porém, toda essa tradição era vista como ameaçada pela expansão dos doces em lata, em conserva e do afrancesamento culinário até do pastel, que poderia levar a descaracterização da civilização brasileira. A entrada dos produtos industrializados nas casas dos brasileiros contribuiu para a sensação do autor de que o traço cultural culinário poderia ser perdido, impulsionando seus estudos sobre o tema da alimentação com a publicação de Assuçar.
Para Freyre o gosto pelo doce seria uma característica moura passada via portugueses aos brasileiros e que se articulava perfeitamente com o cultivo da cana-de-açúcar desenvolvido no Brasil. O paladar brasileiro se desenvolveu de forma diferente do europeu ou do norte-americano para Freyre, com preferência por doces muito doces. A expressão desse paladar, presente nas receitas, revela traços da sociedade, da cultura e da ecologia que o brasileiro pertence e ficam para sempre mesmo na língua. Esses traços socioculturais ficaram presentes, diz Freyre, por exemplo, na expressão “fazer a boca doce a alguém”, como associada à capacidade do doce de agradar o paladar ou mesmo nos nomes de doces, como o bolo Sousa Leão.

## Estrutura
Assucar, em suas diversas edições, é dividido entre prefácio, introdução e receitas, que cobrem a maior parte do livro. Nele Freyre apresenta uma tradição - a das receitas tradicionais passadas de geração em geração entre as mulheres quituteiras - que merecia ser guardada seja porque poderia deixar de ser feita nas casas das pessoas pela crescente industrialização seja porque essa mesma industrialização poderia transformar essa riqueza cultural em capital econômico levando esses doces para outras partes do mundo.

## Mudanças nas edições
O subtítulo da obra variou em suas primeiras três edições. A primeira, de 1939, apresenta como subtítulo: “algumas receitas de bolos e doces dos engenhos do Nordeste”. A segunda edição, de 1969, tem a modificação para: “em torno da etnografia, da história, e da sociologia do doce no Nordeste canavieiro do Brasil”. A terceira edição, de 1986, há uma nova alteração e o subtítulo ganha a sua versão final: “uma sociologia do doce, com receitas de bolos e doces do Nordeste do Brasil”. Essas mudanças, bastante significativas, podem ter tido origem no desejo de Freyre de dar um tom mais acadêmico ao livro, que devido ao seu vanguardismo poderia soar um tanto quanto inusitado naquela época. Além disso, nessas quase 5 décadas que separam a primeira da terceira edição, houve mudanças significativas nos padrões de produção de conhecimento. A fase do ensaísmo social da historiografia brasileira realizada na década de 1930 tornou-se deslocada com o processo de institucionalização universitário das Ciências Sociais ocorrido nas décadas de 1970-1980, que pregava um estudo científico.

## 80 anos
Em 2019, por ocasião dos 80 anos de lançamento de Assucar, a Fundação Joaquim Nabuco inaugurou uma exposição que teve um exemplar da primeira edição cercado por objetos típicos de café da tarde, remetendo ao ambiente de consumo de bolos e doces. A exposição foi o primeiro de uma série de eventos em homenagem ao livro de Freyre, dos 70 anos de criação da Fundação, dos 40 anos do Museu do Homem do Nordeste, dos 119 anos de Gilberto Freyre e dos 170 anos de Joaquim Nabuco. As comemorações finalizaram no ano seguinte, que marcou o aniversário de 120 anos de Freyre.
A exposição teve entrada gratuita e contou com 150 peças do Museu do Homem do Nordeste, que vão de açucareiros até toalhas de mesa que buscaram levar o visitante para perto da cultura açucareira pernambucana. A abertura da exposição contou “com uma festa no quintal do casarão Solar Francisco Ribeiro Pinto Guimarães, com comidas tradicionais cujas receitas estão no livro”, tais como tapioca, doce de batata, passa de jaca e passa de caju. Teve início no dia 15 de março de 2019, com previsão de manter-se por três meses para visitação do público.